# Stefani Werremeier
Stefani Werremeier (* 17. Oktober 1968 in Osnabrück) ist eine ehemalige deutsche Ruderin, die 1992 eine olympische Silbermedaille gewann.
Stefani Werremeier begann ihre Karriere beim Osnabrücker Ruder-Verein, nach den Olympischen Spielen 1992 wechselte sie zum Ruderverein Saarbrücken. 1986 belegte sie mit dem Achter den zweiten Platz bei den Junioren-Weltmeisterschaften. 1988 gehörte sie dem Olympiateam für Seoul als Ersatzruderin an.
1989 bildete sie zusammen mit Ingeburg Althoff einen Zweier ohne Steuerfrau und gewann bei den Deutschen Meisterschaften. Bei den Weltmeisterschaften 1989 belegten die beiden den dritten Platz, es siegten Kathrin Haacker und Judith Zeidler aus der DDR. 1990 verteidigten Althoff und Werremeier ihren Meistertitel. Bei den Weltmeisterschaften in Tasmanien traten zum letzten Mal zwei deutsche Mannschaften an, Althoff und Werremeier gewannen in ihrer Bootsklasse den Weltmeistertitel. Seit 1974 erstmals Weltmeisterschaften im Frauenrudern ausgetragen worden waren, war die DDR die führende Rudernation gewesen. Ruderinnen aus der Bundesrepublik Deutschland hatten bis dahin nur in den nichtolympischen Leichtgewichtsklassen Weltmeistertitel gewonnen, Werremeier und Althoff waren die ersten Ruderinnen aus der Bundesrepublik, die in einer olympischen Bootsklasse Weltmeisterinnen wurden.
1991 gewannen die beiden Ruderinnen erneut bei den Deutschen Meisterschaften. Bei den Weltmeisterschaften in Wien unterlagen die beiden den Kanadierinnen Marnie McBean und Kathleen Heddle und erhielten nach Bronze 1989 und Gold 1990 nun die Silbermedaille. 1992 hatte Ingeburg Althoff geheiratet und trat nun als Ingeburg Schwerzmann an. Nach dem Gewinn des vierten deutschen Meistertitels in Folge trafen die beiden bei den Olympischen Spielen 1992 bereits im Vorlauf auf die Kanadierinnen, die das Rennen auch gewannen. Im Finale waren die Kanadierinnen ebenfalls nicht zu schlagen, Werremeier und Schwerzmann konnten knapp die Silbermedaille vor dem Boot aus den Vereinigten Staaten erkämpfen. Die Karriere des erfolgreichen Zweiers endete damit.
Für ihren Erfolg bei den Olympischen Spielen 1992 erhielt sie am 23. Juni 1993 das Silberne Lorbeerblatt.
1994 trat Stefani Werremeier bei den Weltmeisterschaften in Indianapolis mit dem deutschen Achter an und gewann ihren zweiten Weltmeistertitel, 1995 belegte der Achter in Tampere den vierten Platz. Für die Olympischen Spiele 1996 kehrte Stefani Werremeier zusammen mit Kathrin Haacker in den Zweier zurück. Die beiden gewannen den deutschen Meistertitel und erreichten auch gemeinsam das olympische Finale, dort belegten sie mit fast fünf Sekunden Rückstand auf Bronze den vierten Platz.
Stefani Werremeier ist promovierte Medizinerin und praktiziert als Allgemeinärztin in Lostau in Sachsen-Anhalt.